# Адвентисти-реформісти
Адвентисти-реформісти, Адвентисти Сьомого Дня реформаційного Руху — неоднорідний напрямок в адвентизмі, пов'язаний за своїм походженням з міжнародною організацією «Церква адвентистів сьомого дня». Складається з ряду релігійних груп — громад і церков, які вийшли з тих чи інших причин з деномінації адвентистів сьомого дня (АСД). Найчисленніші з них — «АСД реформаційного руху», «Міжнародне місіонерське товариство АСД реформаційного руху», «Церква вірних і вільних адвентистів сьомого дня» (ВВЦ ВВАСД РР або «Шелковці»), і Адвентистська Суботня Церква Свідків Ісуса Христа.
Рух адвентистів-реформістів виник в роки Першої світової війни в Німеччині в результаті порушення керівництвом і членами АСД «Закону Божого». На відміну від більшості адвентистів сьомого дня, які виступили за службу в збройних силах своїх держав, адвентисти-реформісти, посилаючись на «Закон Божий», Біблію, історичну позицію «Церкви адвентистів сьомого дня» з цього питання, на позицію Елен Уайт і піонерів-адвентистів, категорично заперечували проти участі в військових діях. Вони заявили, що віруючі повинні дотримуватися лише тих законів держави, які не суперечать «Закону Божому» (10 заповідей) і визнали іншу позицію прямим порушенням VI і IV заповідей Декалогу («Не убий», «Пам'ятай день суботній»). Розбіжності, в кінцевому підсумку, привели до поділу і утворення реформаційного руху. В результаті, за офіційними даними самої «Церкви адвентистів сьомого дня», щонайменше 2 % адвентистів сьомого дня були виключені зі списків церкви.